# Anna von Strussenfelt
Anna Margaretha von Strussenfelt, född 4 februari 1864 i Kalmar, död 11 april 1946 i Kalmar, var en svensk målare.
Hon var dotter till tobaksfabrikören Carl Sundberg och Mathilda Ljungberg och gift 1887–1894 med ryttmästaren Gunnar Alexander Ulrik von Strussenfelt samt brorsdotter till Christine Margaretha Sundberg. Hon studerade vid Axel Kulles målarskola på 1880-talet och i Paris. Hon deltog i en större samlingsutställning i Göteborg 1896 och samlingsutställningar arrangerade av Konstföreningen för södra Sverige. Hennes konst består huvudsakligen av porträttskildringar. von Strussenfelt är representerad vid Kalmar konstmuseum och Kalmar läns museum. Hon är begravd på Södra kyrkogården i Kalmar.